# Ressonância ferromagnética

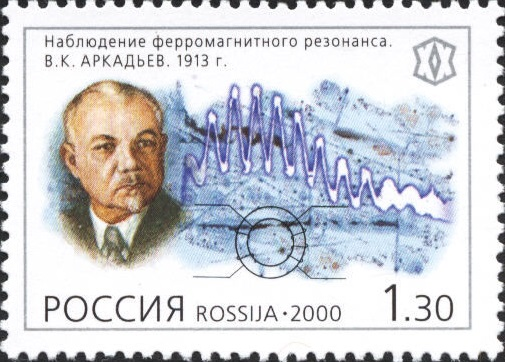
Selo russo de 2000 em homenagem a V Arkadev. Ao fundo vê-se no fundo de oscilogramas de ressonância magnética

A ressonância ferromagnética (ou FMR), é uma técnica de espectroscopia para a caracterização das propriedades magnéticas como magnetização, anisotropias e processos de relaxação de materiais ferromagnéticos. É uma ferramenta padrão para sondar as ondas de spin e a dinâmica de spin. O fenômeno de FMR foi descoberto por V. K. Arkad'yev quando observou a absorção de radiação UHF (frequência ultra alta) por materiais ferromagnéticos em 1911. Uma explicação qualitativa do fenômeno de FMR, associada a explicação dos resultados de Arkad'yev, foi dada por Ya. G. Dorfman em 1923, quando ele sugeriu que transições ópticas devido à separação Zeeman poderiam fornecer uma maneira de estudar a estrutura ferromagnética.
Esta técnica não deve ser confundida com a ressonância magnética nuclear (RMN) que se caracteriza pelo estudo do momento magnético nuclear. A técnica de FMR é similar a técnica de Espectroscopia de ressonância paramagnética eletrônica (EPR), que também é conhecida como Espectroscopia de ressonância de spin eletrônico (RSE), já que em ambos os casos serão os spins eletrônicos que serão perturbados. No sistema magnético os spins eletrônicos interagem entre si, através da interação troca, então quando este sistema é submetido a um campo magnético externo o material tende a realizar um processo de precessão coletiva, na direção do campo, chamado de ondas de spin. Caso um campo magnético oscilante for aplicado perpendicular a direção de precessão dos spins, satisfazendo a condição de ressonância, o sistema absorve energia. Fatores como volume, orientação cristalina, composição química e frequência da micro-ondas, são alguns exemplos de parâmetros que definiram a condição de ressonância do sistema.
O equipamento necessário para a experiência FMR é uma cavidade (ressonador de micro-ondas) com um electroímã. A cavidade de ressonância é ajustada a uma determinada frequência, na gama de frequências ultra altas. Um detector é colocado em saída da cavidade para detectar as micro-ondas. A amostra magnética é colocada entre os pólos do eletroímã, e faz-se variar o campo magnético enquanto se detecta a intensidade das micro-ondas. Quando a frequência de precessão e a frequência da cavidade de ressonância são as mesmas, a absorção aumenta, o que é indicado por uma diminuição de intensidade no detector.